# 山越邦彦
山越 邦彦（やまごし くにひこ、1900年6月22日 - 1980年4月7日）は、日本の建築家。建築設備設計技術者。東京出身。
東京帝国大学工学部（現東京大学工学部）建築学科を経て戸田組に入社。建築家として勤務の傍ら、モダニズムの啓蒙雑誌『建築時潮』を編集。分離派建築に代表される芸術家としての建築家像を否定し、自ら「構築家」と称して科学性と社会性のある建築を提唱した。戸田組退社後は横浜国立大学理工学部教授となり、環境問題にも関心を持った。
主な作品のうち、1933年に発表した自邸・ドモディナミカ（動力学の家）では、乾式工法と床暖房、ピロティを採用し設備や間取りの考え方など、当時としては画期的な提案を行っている。またDOMO MALTANGLAで、太陽熱利用のほか生ゴミと糞尿をメタンガスに変えて台所の燃料にするなど、リサイクルやエコロジーに基づいた住宅設計を提案している。
象設計集団設計のドーモ・セラカントでは、地中浸透による浄化槽と温水床・暖房の設備設計を担当。その他同集団の設計する住宅にエスペラントをつけるのも山越が命名していた。現存する建築物として横浜市の耀堂ビル（現・日本穀物検定協会横浜支部）がある。